# Hands of a Stranger (película de 1987)
Hands of a Stranger (conocida en España como Las manos de un extraño) es una película de drama, romance y crimen de 1987, dirigida por Larry Elikann, escrita por Arthur Kopit y basada en el libro de Robert Daley, musicalizada por Michel Rubini, en la fotografía estuvo Laszlo George, los protagonistas son Armand Assante, Blair Brown y Beverly D’Angelo, entre otros. El filme fue realizado por Edgar J. Scherick Associates y Taft Entertainment Television, se estrenó el 10 de mayo de 1987.

## Sinopsis
Este largometraje trata sobre un policía de la ciudad de Nueva York que está todo el tiempo pensando en capturar al abusador de su pareja.